# Julhac (Corresa)
Julhac (en francès Juillac) és un municipi francès situat al departament de la Corresa i a la regió de la Nova Aquitània.

## Demografia
| 1962                                       | 1968  | 1975  | 1982  | 1990  | 1999  | 2007  |
| ------------------------------------------ | ----- | ----- | ----- | ----- | ----- | ----- |
| 1.382                                      | 1.452 | 1.268 | 1.215 | 1.108 | 1.088 | 1.164 |
| Des de 1962: població sense dobles comptes |       |       |       |       |       |       |

## Administració
| Període   | Identitat          | Partit        |
| --------- | ------------------ | ------------- |
| 2001-2008 | Aimé David         |               |
| 2008-     | Thierry Crouzillat | Divers gauche |